# Cefprozil
Cefprozil là một loại kháng sinh cephalosporin thế hệ thứ hai. Nó có thể được sử dụng để điều trị nhiễm trùng tai, nhiễm trùng da và nhiễm trùng vi khuẩn khác. Nó có dạng viên và dạng huyền phù lỏng.
Mặc dù có nguy cơ dị ứng chéo được trích dẫn rộng rãi là 10% giữa cephalosporin và penicillin, một bài báo  đã không cho thấy nguy cơ dị ứng chéo đối với cefprozil và một số cephalosporin thế hệ thứ hai hoặc sau này.
Nó được cấp bằng sáng chế vào năm 1983 và được chấp thuận cho sử dụng y tế vào năm 1992.